# Національний університет «Києво-Могилянська академія»
Націона́льний університе́т «Ки́єво-Могиля́нська акаде́мія» (у простій мові — Могиля́нка) — це державний заклад вищої освіти України, розташований у Києві на Подолі ("Нижнє місто"). Сучасне університетське містечко розміщено між Контрактовою площею та набережною Дніпра, зокрема в будівлях історичної Києво-Могилянської академії, продовжуючи її традицію як найстаріша вища школа в Україні після Острозької академії. У консолідованому рейтингу вишів України посідає дев'яте місце, а за оцінкою Центру міжнародних проєктів «Євроосвіта» — тринадцяте місце станом на 2024 рік.
Університет веде історію від Київської братської школи з 1615 року, яка вслід злиття з Лаврською школою стала колегією в 1632 році й розбудовувалась під опікою св. Петра Могили за зразком єзуїтських освітніх закладів. Відповідно до Гадяцького договору 1658 року, колегія стала академією, отримавши рівні права з Краківською академією (нині Ягеллонський університет). За часів Російської імперії, у 1819 році, заклад перетворили на Київську духовну академію, а після громадянської війни радянська влада її закрила, віддавши приміщення під військово-морське училище. За ініціативи В'ячеслава Брюховецького та низки громадських діячів Києво-Могилянську академію відродили в 1991 році.
Серед вихованців академія нараховує відомих державних і громадських діячів, богословів, письменників, істориків, композиторів, архітекторів, науковців тощо, які широко вплинули на Україну й Східну Європу: Іван Виговський, Іван Мазепа, Феофан Прокопович, Михайло Ломоносов, Іван Григорович-Барський, Максим Березовський, Григорій Сковорода, Іван Нечуй-Левицький та інші.

## Історія

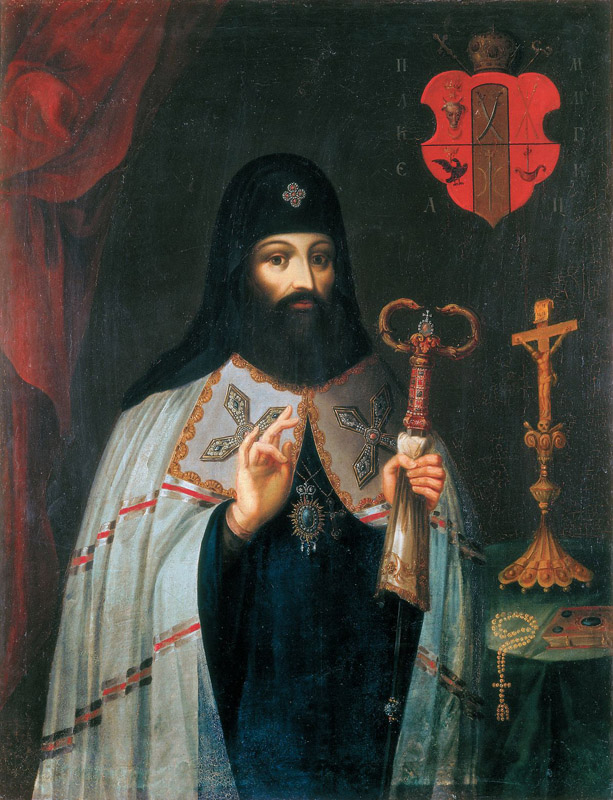
Петро Могила — засновник Києво-Могилянської колегії

Києво-Могилянська академія була заснована на базі Київської братської школи. 1615 року ця школа отримала приміщення від шляхтянки Галшки Гулевичівни. Деякі вчителі Львівської та Луцької братських шкіл переїхали викладати до Києва. Школа мала підтримку Війська Запорозького і зокрема гетьмана Сагайдачного.
У вересні 1632 року Київська братська школа об'єдналася з Лаврською школою. У результаті було створено Києво-Братську колегію. Київський митрополит Петро Могила побудував у ній систему освіти за зразком єзуїтських навчальних закладів. Велику увагу в колегії приділяли вивченню мов, зокрема польській та латини. Станових обмежень для здобуття освіти не було. Згодом колегія іменувалася Києво-Могилянською на честь свого благодійника та опікуна.
Згідно з Гадяцьким трактатом 1658 року між Річчю Посполитою і Гетьманщиною колегії надавався статус академії, і вона отримувала рівні права з Ягеллонським університетом. Після входження українських земель до складу Московського царства статус академії був підтверджений у грамотах московських царів Івана V 1694 року та Петра I 1701 року. За час існування Києво-Могилянської академії з її стін вийшло багато відомих випускників. До числа вихованців належали гетьмани Іван Мазепа, Пилип Орлик, Павло Полуботок, Іван Скоропадський та Іван Самойлович а також багато хто з козацької старшини. Тут навчалися архітектор Іван Григорович-Барський, композитори Артемій Ведель та Максим Березовський, філософ Григорій Сковорода. Авторитет і якість освіти в академії також приводили сюди іноземних студентів: росіян і білорусів, волохів, молдаван, сербів, боснійців, чорногорців, болгар, греків та італійців. Вихованці академії часто продовжували освіту в університетах Європи, оскільки, за європейською традицією, викладання проводилось латиною.

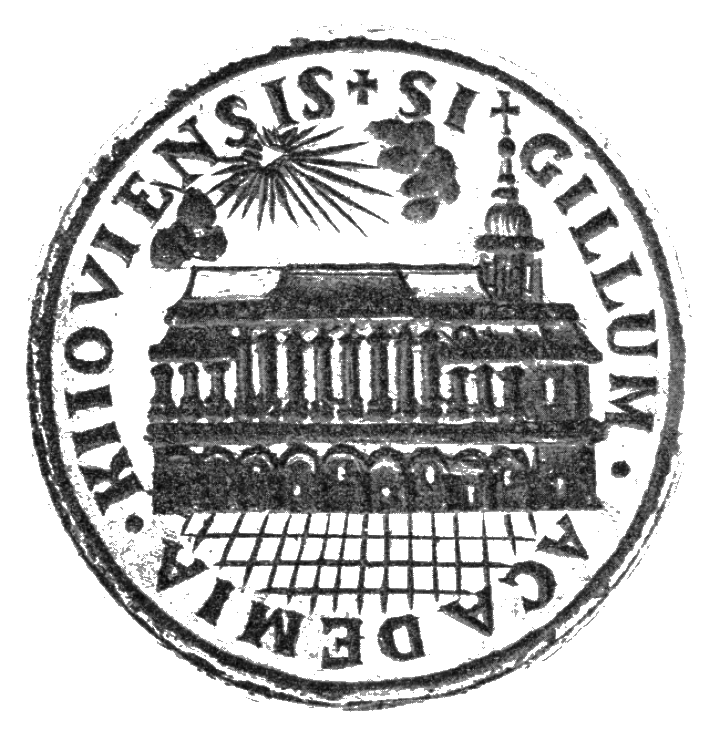
Печатка Києво-Могилянської академії

Незважаючи на спроби випускників перетворити академію на сучасний університет, за розпорядженням уряду, указом Синоду від 14 серпня 1817 року Академію було закрито. Натомість 1819 року в приміщеннях Києво-Могилянської академії була створена Київська духовна академія. Духовна академія була авторитетним навчальним закладом серед православних країн. За часу її існування тут вчилися молдовський поет Алексей Матеєвич та Вісаріон Пуіу, у майбутньому — митрополит Румунської православної церкви. Тут також здобули освіту відомі українські культурні діячі: філософ Памфіл Юркевич, диригент Олександр Кошиць та літературознавець Сергій Єфремов. Після Жовтневого перевороту 1917 року Київська духовна академія була закрита 1918 року, а її будівлі передані Дніпровській військовій флотилії. 1935 року радянською владою був зруйнований Богоявленський собор Братського монастиря, який належав до академії.
За часів СРСР у будівлях академії на Подолі розміщувалося Київське вище військово-морське політичне училище. З відновленням академії 1992 року набір курсантів припинився, а 1996 року відбувся останній випуск курсантів училища.
|                                                             |  |  |
| Ювілейна монета НБУ, присвячена Києво-Могилянській академії |  |  |

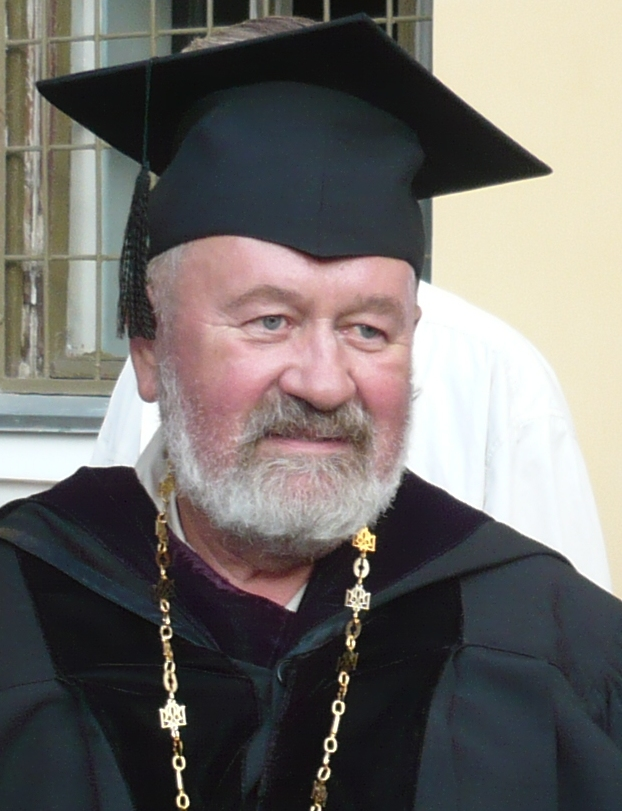
Головний ініціатор відновлення Києво-Могилянської академії В'ячеслав Брюховецький

19 вересня 1991 року, згідно з розпорядженням Голови Верховної Ради України «Про відродження Києво-Могилянської академії», давній учбовий заклад відновив роботу як Університет «Києво-Могилянська академія» на історичній території Києво-Могилянської академії. Головним ініціатором відновлення діяльності історичної Києво-Могилянської академії був В'ячеслав Брюховецький, який став першим президентом НаУКМА. Важливу роль у відродженні академії відіграли декани-організатори: Сергій Семенович Іванюк — декан-організатор гуманітарного факультету, Олексій Васильович Гарань — декан-організатор факультету суспільних наук, Віталій Павлович Замостьян — декан-організатор факультету природничих наук. Декани-організатори провели велику роботу з розробки концепцій факультетів, викладання навчальних дисциплін, напрямів підготовки спеціалістів, організації навчально-виховної та наукової діяльності.
Рівно через рік після здобуття Україною незалежності, 24 серпня 1992 року перші студенти НаУКМА почали своє навчання. 1994 року університет отримав статус національного і був акредитований за четвертим рівнем акредитації.
У відродженні університету велику роль відіграли благодійники. Для зібрання необхідних на початку коштів було створено Науково-дослідний центр «Спадщина Києво-Могилянської академії», Міжнародний благодійний фонд відродження Києво-Могилянської академії та Києво-Могилянську Фундацію Америки. Багато приватних осіб жертвували власні бібліотеки для новоствореного університету. Також ремонт і облаштування нових корпусів були значною мірою профінансовані приватними особами. Так, бакалаврська бібліотека була відреставрована за допомогою Фундації Омеляна та Тетяни Антоновичів і тепер носить ім'я Антоновичів.
Деякий час НаУКМА мав дві філії в Острозі та в Миколаєві. Тепер вони стали окремими університетами — Національним університетом «Острозька академія» та Чорноморським національним університетом імені Петра Могили. За участі НаУКМА також було створено Кременецьку обласну гуманітарно-педагогічну академію імені Тараса Шевченка. Під опікою університету діяла також мережа колегіумів по всій Україні, зокрема, гімназія «Києво-Могилянський колегіум» на столичній Троєщині.

## Президенти
- Брюховецький В'ячеслав Степанович 16.11.1991-31.08.2007
- Квіт Сергій Миронович 01.09.2007 — 25.12.2014[18]
- Мелешевич Андрій Анатолійович 25.12.2014 — 17.12.2019
- Квіт Сергій Миронович 27.01.22 — дотепер

## Навчання
Базова вища освіта в НаУКМА проводиться за чотирирічними програмами бакалаврату. Випускники бакалаврату можуть одержати повну вищу освіту закінчивши дворічний маґістеріум або однорічну програму спеціаліста. При цьому випускники бакалаврату з кожної спеціальності мають можливість продовження освіти на будь-якій маґістерській програмі. Наукова освіта в аспірантурі та докторантурі також пропонуються в НаУКМА.
Навчання в бакалавраті НаУКМА має ряд особливостей. Робочими мовами в університеті є українська та англійська. 27 січня 2023 року, на 40-ій сесії Академічної конференції університету було затверджено нові Правила внутрішнього розпорядку НаУКМА, згідно яких у стінах Києво-Могилянської академії заборонили спілкуватися російською мовою. Як було повідомлено, дане правило стосується також й міжособистісного спілкування поміж викладачами, студентами, адміністративним персоналом.
Студенти мають можливість отримати додаткову спеціалізацію крім головної або опанувати сертифікатну програму. Після початку навчання можливо також змінити напрям підготовки чи спеціальності. Успішність навчання оцінюється за 100-бальною шкалою. Для отримання диплома бакалавра студент повинен опанувати обов'язкові фахові курси, цикл загальноосвітніх дисциплін, а також ряд предметів вільного вибору серед фахових і серед дисциплін, які пропонуються іншими факультетами (іноземні мови, програми додаткової спеціалізації або вільно вибрані студентом не фахові предмети). Кожному предмету відповідає певна кількість залікових балів згідно з кількістю прочитаних годин. Протягом навчання в бакалавраті студент має набрати 120 або більше залікових балів за всі вивчені дисципліни.
Крім державної стипендії найкращим студентам університету надаються гранти та іменні стипендії створені спонсорами закладу.

## Факультети та кафедри
- Факультет гуманітарних наук[24]
  - Кафедра історії
  - Кафедра філософії та релігієзнавства
  - Кафедра англійської мови
  - Кафедра загального та слов'янського мовознавства
  - Кафедра археології
  - Кафедра української мови

- Факультет економічних наук[25]
  - Кафедра економічної теорії
  - Кафедра фінансів
  - Кафедра маркетингу та управління бізнесом
- Факультет інформатики[26]
  - Iнформатики
  - Математики
  - Мережних технологій
  - Мультимедійних систем

- Факультет правничих наук[27]
  - Кафедра загальнотеоретичного правознавства та публічного права
  - Кафедра приватного права
  - Кафедра кримінального та кримінального процесуального права
  - Кафедра міжнародного та європейського права
  - Києво-Могилянська школа врядування імені Андрія Мелешевича

- Факультет природничих наук[28]
  - Кафедра лабораторної діагностики біологічних систем
  - Кафедра фізико-математичних наук
- Факультет соціальних наук і соціальних технологій[29]
  - Кафедра соціології
  - Кафедра політології
  - Кафедра зв’язків із громадськістю
  - Могилянська Школа журналістики
  - Кафедра міжнародних відносин
- Факультет охорони здоров'я, соціальної роботи та психології[30]
  - Кафедра психології та педагогіки
  - Школа громадського здоров'я
  - Школа соціальної роботи ім. професора Володимира Полтавця
  - Школа управління в охороні здоров'я

## Вступ до НаУКМА

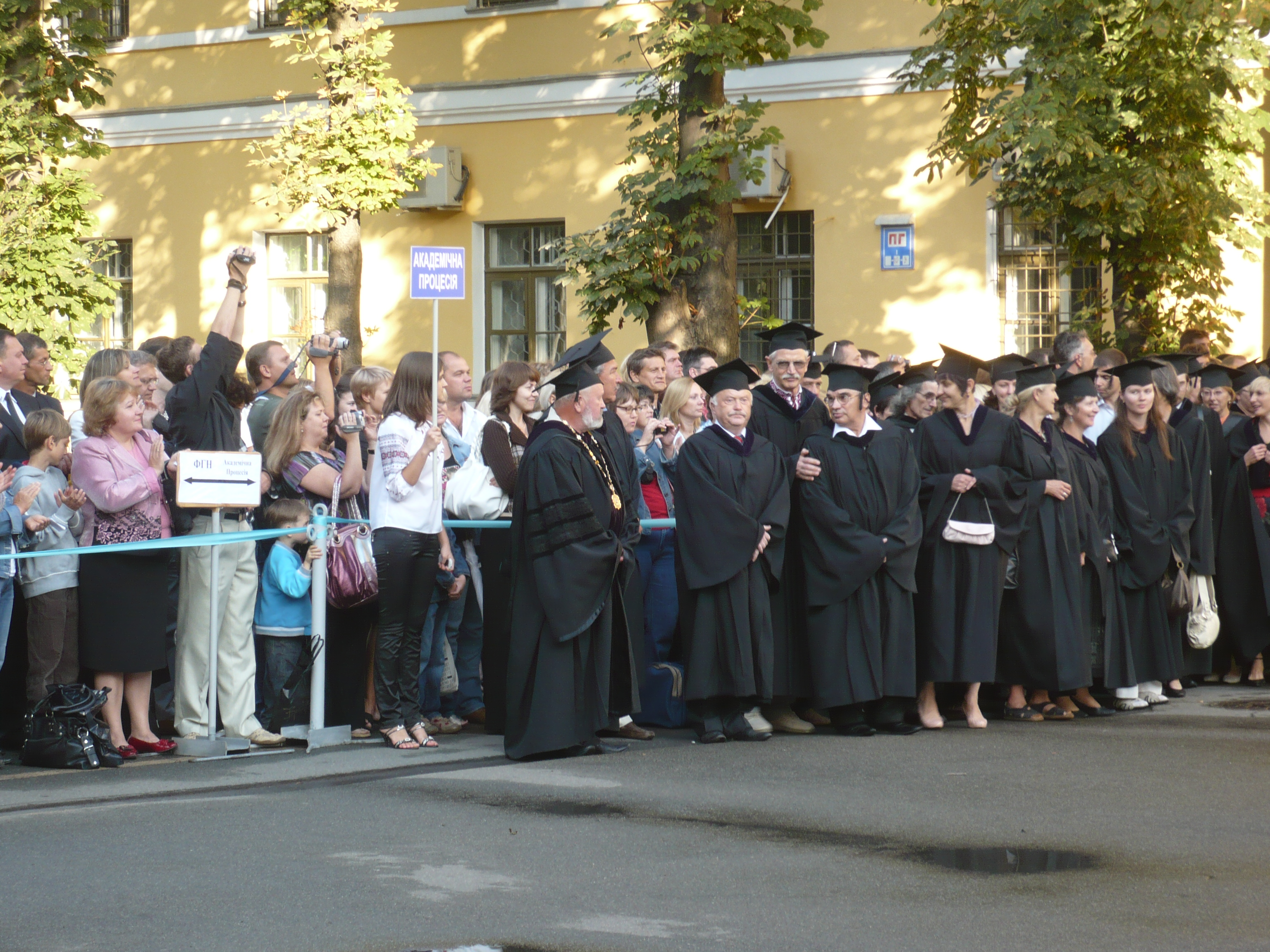
Церемонія посвяти в студенти НаУКМА 2009 року

Для вступу в університет на бакалаврат абітурієнти мають подати сертифікати зовнішнього незалежного оцінювання. Зарахування в студенти відбувається на основі конкурсу сертифікатів. Університетом також проводиться добровільне тестування абітурієнтів з декількох предметів в тому числі з історії Києво-Могилянської Академії. Ті, хто не проходять таке внутрішнє тестування не мають права претендувати на укладення окремого (цивільного) корпоративного договору з університетом. Договір з університетом дозволяє одержувати додаткові навчальні послуги (користування послугами Центру працевлаштування, Відділу міжнародного співробітництва, переходити на інші факультети, здобути другу спеціалізацію та ін.), а також додатковий Диплом НаУКМА. При цьому внутрішнє тестування та корпоративна угода не впливають на можливість отримання диплома державного зразка. Власна система тестування і прийому абітурієнтів діяла в НаУКМА до введення зовнішнього незалежного оцінювання. Абітурієнти мали успішно здати вступне тестування з ряду дисциплін шкільної програми, а також з історії Києво-Могилянської академії. Включення історії Києво-Могилянської академії пояснюється особливою корпоративною культурою університету і бажанням підготувати вступників до неї. Тести НаУКМА перевірялися машиною для того, щоби забезпечити прозорість і рівність умов вступу для всіх кандидатів. Ця система вступу стала прототипом теперішнього ЗНО. Для підготовки абітурієнтів до вступу в НаУКМА в університеті створено Центр доуніверситетської підготовки, в якому пропонуються підготовчі курси до внутрішнього тестування НаУКМА та до зовнішнього незалежного оцінювання.

## Організація й адміністрація
Найвищим колегіальним органом є Академічна конференція, до якої входять керівники підрозділів університету та члени Студентської колеґії. Декілька інших структур здійснюють адміністрацію та управління діяльністю НаУКМА: Вчена рада, Наглядова рада тощо.
Наразі в НаУКМА навчаються понад 4000 студентів. Навчання в університеті організовано на сімох факультетах. Підготовку студентів здійснюють 35 кафедр. Загальними для всіх факультетів є кафедри англійської мови та кафедра фізичного виховання. В НаУКМА пропонуються 26 бакалаврських, 35 магістерських програм. За результатами рейтингів та опитувань, НаУКМА посідає перше місце в Україні за підготовкою фахівців в гуманітарній та економічній галузях та друге місце в юридичній галузі («Деньги», 2007 р.), перше місце з маркетингу («Лучшие в маркетинге — 2009»), третє місце з менеджменту та економіки (Компас, 2009), а також третє місце з правознавства (Компас, 2009) та п'яте місце з інформаційних технологій (Компас, 2009).
У НаУКМА пропонуються 16 спеціальностей в аспірантурі, 1 у докторантурі.
З квітня 2021 року обов'язки президента НаУКМА виконувала Гуменна Олександра Віталіївна, а 2 березня 2022 МОН підписало контракт президента НаУКМА з Сергієм Квітом, що досі є чинний.

## Наукова діяльність
За час існування університету від 1991 р. викладачами ведеться наукова робота в галузях гуманітарних, соціальних, природничих та комп'ютерних наук. В НаУКМА зокрема розвинулися ряд наукових шкіл з наступних напрямків: історії української філософії, принципу верховенства права та проблеми його реалізації, теорії методології і методів соціологічних досліджень, досліджень соціальних процесів у сучасному суспільстві, соціальної структури та соціальних трансформацій, економічного розвитку, міжнародної економіки, моделювання фінансових процесів та мембранології. Наукова робота проводиться в ряді спеціалізованих інститутів, дослідницьких центрів та лабораторій. Наприкінці січня в НаУКМА відбувається щорічна тижнева конференція Дні науки НаУКМА. В НаУКМА засновано наукову Премію імені Петра Могили за видатні досягнення в галузях гуманітарних, природничих та соціальних наук.
Результати наукових досліджень професорів, викладачів, співробітників та студентів НаУКМА доступні в електронному архіві університету.
У 2016 р. ACREC (Міждисциплінарний науково-дослідницький центр протидії корупції) був створений Національним університетом «Києво-Могилянська академія», Центром Протидії корупції, ТІ Україна та Києво-Могилянською Фундацією в Америці. ACREC — провідний науково-дослідницький центр, який здійснює освітню, наукову та просвітницьку діяльність у сфері антикорупції.

### Наукові центри та лабораторії
- Центр ім. Жана Моне з європейських студій
- Інститут німецького права
- Києво-Могилянський Центр мови, культури та суспільства «Політея»
- Науково-навчальний центр «Українська стратегічна ініціатива»
- Центр дослідження проблем верховенства права
- Центр дослідження геноциду та прав людини
- Центр інноваційних методик правничої освіти
- Інститут громадянської освіти імені С.Рябова
- Лабораторія генетики та клітинної біології кафедри біології
- Міждисциплінарний науково-освітній центр протидії корупції в Україні
- Науково-дослідна лабораторія "Науки про Землю"
- Науково-дослідний центр «Спадщина Києво-Могилянської академії»
- Науково-дослідний центр кінематографічних студій
- Науково-дослідний Центр орієнталістики імені Омеляна Пріцака. Створено у 2009 році. Організовує меморіальні лекції та конференції пам’яті Омеляна Пріцака та досліджує бібліотечно-архівну спадщину вченого[47][48][49]. Центр названо на честь Омеляна Пріцака — відомого українського медієвіста та сходознавця. Він був заснований для підтримки діяльності та досягнень сходознавства в університеті та Україні.[47]
- Науково-навчальний центр «Інноваційна лабораторія»
- Центр "Археологічна експедиція НаУКМА"
- Центр європейських гуманітарних досліджень
- Центр інноваційних методів викладання і вивчення європейських студій
- Центр дослідження конфліктів та психоаналізу
- Центр досліджень історії та культури східноєвропейського єврейства
- Центр досліджень екосистем, змін клімату та сталого розвитку
- Центр досліджень медіації та діалогу
- Центр канадських студій
- Центр мембранних досліджень
- Центр молекулярних і клітинних досліджень
- Центр наукометрії та цифрової підтримки досліджень
- Центр польських та європейських студій ім. Єжи Гедройця
- Центр психічного здоров’я та психосоціального супроводу
- Центр соціального партнерства та лобіювання
- Центр фінансово-економічних досліджень
- Школа політичної аналітики

## Видавнича діяльність
При НаУКМА працюють три видавництва: видавничий дім «Києво-Могилянська Академія», «Дух і літера», та Видавничо-поліграфічний центр НаУКМА, які видають наукову, навчальну та художню літературу. Одним з напрямків видавництва є публікація архівних матеріалів з історії України.
Університет також видає кілька наукових журналів: «Наукові записки НаУКМА» (14 тематичних випусків) та «Маґістеріум» (повні тексти з глибоким архівом доступні в Інтернет), часопис «Дух і літера», Judaica Ukrainica, Kyiv-Mohyla Humanities Journal. Журнал «Наукові записки НаУКМА» включено ВАК України до переліку наукових фахових видань України, в яких можуть публікуватися результати дисертаційних робіт на здобуття наукових ступенів доктора і кандидата наук. Журнал Урок української, що існував в 1999—2008 рр. також видавався при НаУКМА.

## Наукова бібліотека

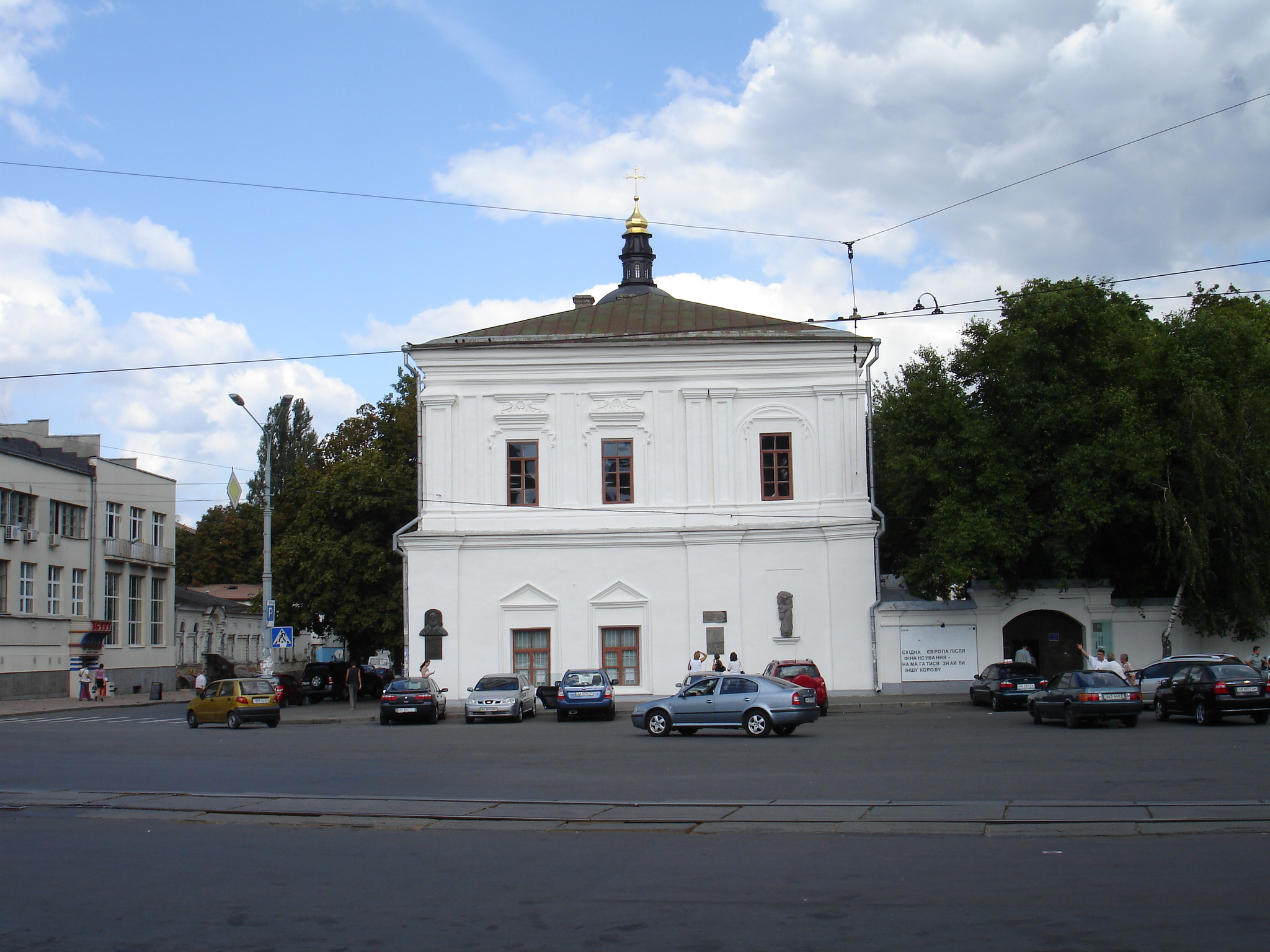
Староакадемічний корпус НаУКМА, де розташована дослідницька бібліотека університету

Наукова бібліотека НаУКМА — навчально-допоміжний, інформаційний, науковий, культурно-освітній структурний підрозділ університету. Бібліотека об'єднує 10 підбібліотек: Бакалаврську бібліотеку ім. Антоновичів, Дослідницьку, Філологічну, Мистецьку, американську бібліотеки, а також бібліотеки Школи охорони здоров'я, Центру довузівської підготовки та бібліотеку-архів-музей Омеляна Пріцака та Меморіальну Бібліотеку Дж. Мейса. Загальний фонд бібліотеки складає майже мільйон томів, включно з 330 тис. назв е-ресурсів: (електронних журналів та книг, баз даних тощо). Щодня до Бібліотеки звертаються понад 2000 користувачів. Науковий архів Бібліотеки нараховує 85 особових фондів, розміщених на першому поверсі Староакадемічного корпусу. Бібліотечна колекція повністю представлена в електронному каталозі.
Бібліотека утримує 52 приватні колекції відомих учених, культурних та громадських діячів, серед яких Омелян Пріцак, Олег Зуєвський, Петро Одарченко, Курт Зонтгаймер, В'ячеслав Брюховецький, Володимир Панченко, Михайло Брик, Сергій Квіт, Дмитро Павличко, Віра Вовк, Сергій Іванюк та інші.
Бібліотека підтримує проєкт відкритого електронного архіву публікацій учених університету — інституційного репозитарію eKMAIR.
Бібліотека — член Української Бібліотечної Асоціації та Асоціації Дослідницьких бібліотек Європи LIBER, ініціатор багатьох проєктів в царині новітніх інформаційних технологій в Україні.

## Університетське містечко

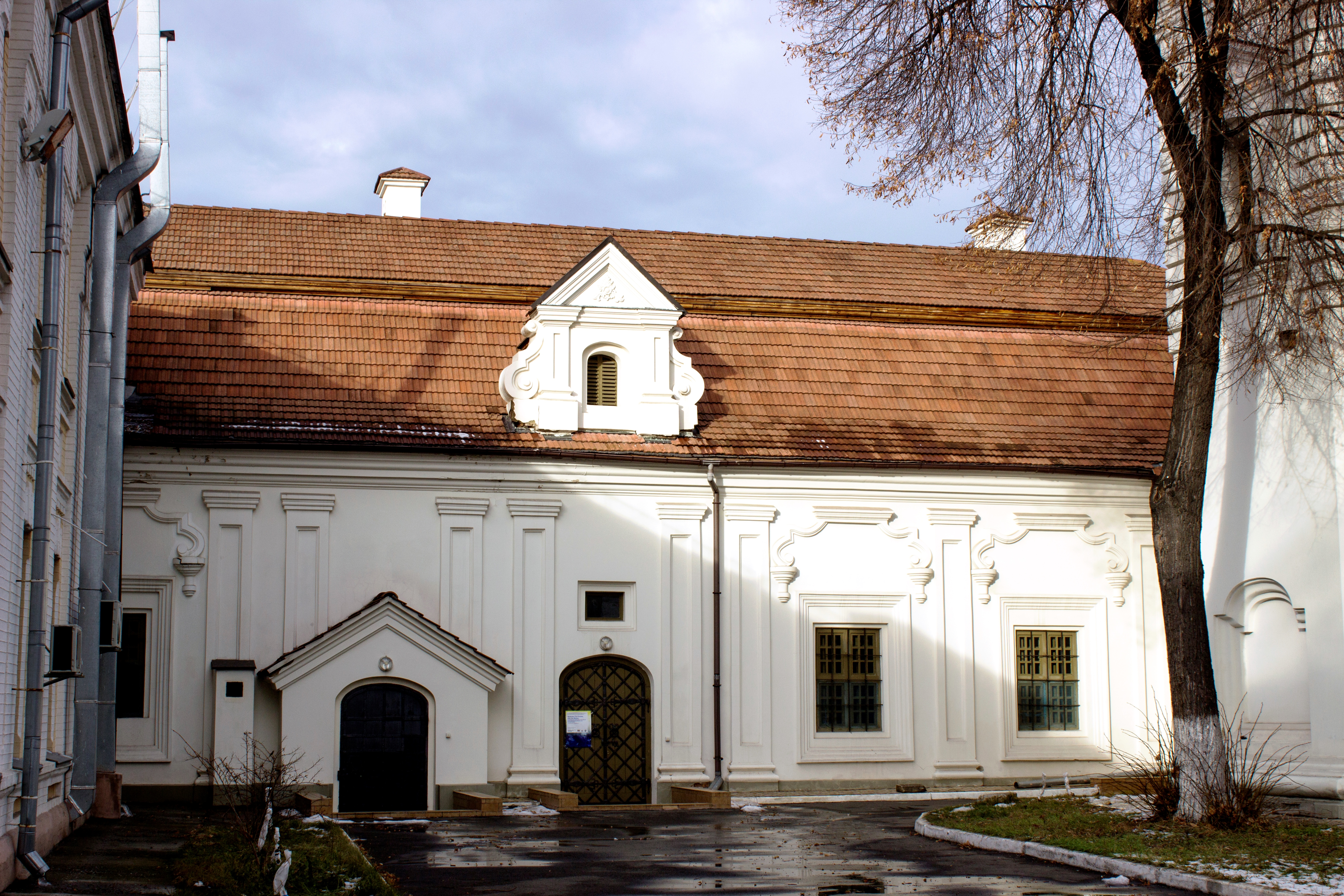
Будинок Галшки Гулевичівни — найдавніша збережена цивільна будівля у Києві належить до університету

Університетське містечко НаУКМА розташоване в м. Києві на Подолі, починаючи від Контрактової площі до набережної Дніпра. У цей час воно налічує дев'ять корпусів у яких проводиться навчання. Корпуси університету, які залишилися від старої Києво-Могилянської академії, вважаються архітектурними пам'ятками. Це передусім староакадемічний або мазепинський корпус, побудований як головна університетська споруда в 17 столітті на замовлення гетьмана Івана Мазепи. Цей корпус зображено на печатці старої Києво-Могилянської академії та на купюрі в 500 гривень. У староакадемічному корпусі є дослідницька бібліотека НаУКМА та архів університету. В Конґреґаційній залі відбуваються найурочистіші університетські події такі як візити гостей та наукові конференції. Стан будівлі за останні десятиліття значно погіршився. Зараз у корпусі проводяться реставраційні роботи.
Новий академічний корпус було побудовано 1822-25 рр. під керівництвом Андрія Меленського. За часів Київської духовної академії на фронтоні будівлі була зображена розкрита книга. Натомість за часів перебування в будівлі військово-політичного училища зображення було змінено на якір з кораблями, радянською символікою та книгою з написами «Учиться, учиться, учиться… В. И. Ленин» та «Партия — ум, честь и совесть нашей эпохи. В. И. Ленин». Нова адміністрація НаУКМА залишила написи як згадку про тоталітарне минуле університету.

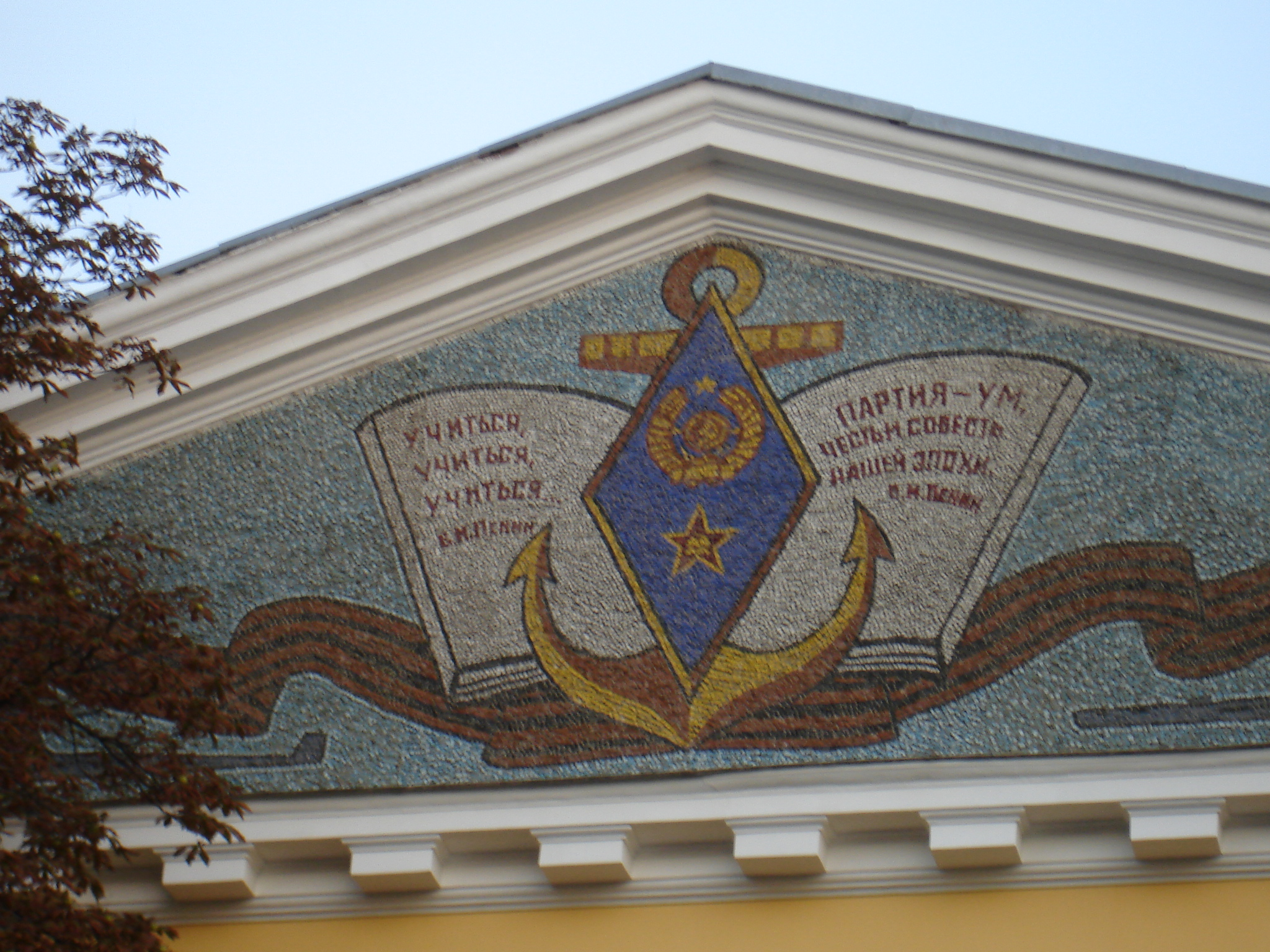
Радянська символіка та цитати В. І. Леніна замінили зображення розкритої Біблії на фронтоні нового академічного корпусу за часів СРСР

Найдавніша збережена цивільна будівля у Києві — Будинок Галшки Гулевичівни (також відомий як «Поварня») належить до університету. Ця будівля та земля навколо неї була надана Галшкою Гулевичівною для заснування Братської школи, шпиталю та Братського монастиря. В будинку відбувалися зайняття Братської школи в 17 столітті.
На території НаУКМА є сонячний годинник кінця 18 століття створений за проєктом викладача математики Київської академії Павла Брульйона. На академічній площі розміщена капличка присвячена гетьману Петру Сагайдачному, який як благодійник старої академії, був похований за престолом Богоявленського собору. У дворі Староакадемічного корпусу, праворуч від старих воріт Академії знаходиться ботанічна пам'ятка «Шовковиця біла», яка належить до видатних дерев Києва через свій півторастолітній вік.
Одним з лекційних приміщень в сучасному НаУКМА є будівля бурси побудована за проєктом випускника Києво-Могилянської академії Івана Григоровича-Барського. Будівля була спланована як гуртожиток, де проживали студенти старої академії. Гуртожитки для студентів НаУКМА розміщені поза університетським містечком, на Вигурівщині-Троєщині, Харківському шосе та у Ворзелі (під Києвом).
2013 року Києво-Могилянська академія та Старий Поділ були включені до списку «7 чудес Києва».

## Студентське та культурне життя
Університет відомий активним студентським життям, незважаючи на невелику кількість студентів. Студенти НаУКМА мають вплив на адміністрацію університету через Студентську колеґію, члени якої входять до Академічної конференції.
Студенти видають декілька газет, таких як «Вісник Студентської колеґії», «Майдан Могилянка», «Могилянська криця», «ЗМІСТ», «Чернетка» та журнали «Life KM», «Могилянський вісник» та «Vivat, Академія». З 2019 року працює щотижневик «Спудейський вісник». В університеті існує студентське братство «Спудейське Братство НаУКМА», яке проводить заходи спрямовані на поширення та підтримання українських народних звичаїв та традицій. Також студентами організовано радіо «К:)ВІТ». Спілкування студентів відбувається онлайн на сайті Bo.net.ua. В НаУКМА діє також велика кількість студентських товариств за фахом та за інтересами.
Культурно-мистецький центр НаУКМА об'єднує творчі колективи університету такі як Хорова капела «Почайна» та організує культурне життя. З 1993 до 2008 р. при університеті існував Центр сучасного мистецтва, в якому демонструвалися роботи відомих сучасних світових митців, а також на той час мало відомих українських сучасних художників. НаУКМА був одним із засновників журналу «Кіно-Театр».
При НаУКМА 2007 р. створено науково-дослідний, науково-інформаційний та культурно-освітній центр «Музей НаУКМА». На основі формування музейних фондів, експозицій та подальшої наукової та пошукової роботи, музей намагається відтворити цілісно історію Київського братства, Києво-Могилянської академії, Київської духовної академії та НаУКМА в історії України. До 2015 р. планується 12 тематичних експозицій циклу «КМА: чотири століття історії». Крім власне експозицій планується створення відповідного мультимедійного порталу.
В НаУКМА є кафедра фізичного виховання, яка займається організацією уроків фізкультури, спортивних секцій і змагань. В університеті діє цілий ряд спортивних секцій від Спасу і Бойового Гопака до японської настільної гри ґо. Команди НаУКМА з різних видів спорту є переможцями багатьох всеукраїнських та міжнародних змагань таких як Всеукраїнська студентська універсіада. Університетська команда «Океан» здобула перемогу на Перших українських університетських яхтових змаганнях (2007 р.).
8 лютого 2002 року було засновано студентське біологічне товариство НаУКМА (СБТ) — студентська наукова організація біологічного спрямування.
Серед членів товариства є низка провідних науковців України, викладачів і студентів бакалаврату та магістеріуму НаУКМА.
У 2006 році було створено студентську екологічну організацію ЕкоКлуб «Зелена Хвиля», що за два роки вже як громадська організація розпочала активну еколого-просвітню діяльність в Україні. Студенти та випускники разом працюють в Екоклубі, щоб набути професійного досвіду та здійснювати природоохоронну діяльність.

## Університетські традиції

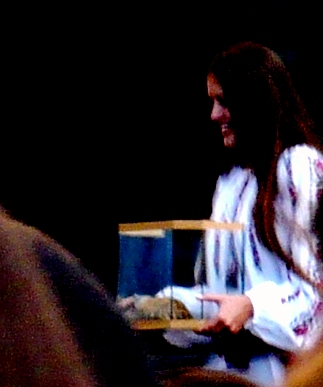
Черепаха Альма — живий символ Академії. Нові студенти та випускники доторкаються до неї та загадують бажання

Після перерви у існуванні академії спільнота університету відроджує також і університетські традиції, які були добре розвиненими у старій академії. Щорічно 15 жовтня святкується День академії. Цього дня в 1615 р. Галшка Гулевичівна відписала власні кошти, а також землі на Подолі, для облаштування монастиря та школи для дітей усіх станів та чинів, із якої з часом постала Києво-Могилянська академія. Цього дня здійснюється акція «Чистий Сковорода», під час якої студенти миють пам'ятник Григорію Сковороді на Контрактовій площі. Під час церемонії конвокації на голову пам'ятника також вдягається спеціально виготовлений бонет.
Під час посвяти у студенти Києво-Могилянської академії студенти виголошують клятву. Частиною церемонії є також можливість доторкнутися до університетської черепахи Альми та загадати бажання. Черепаху подарували університету одні з перших випускників НаУКМА. Перша лекція для нових студентів є загальною і читається спеціально запрошеним визначним науковцем, якому по завершенню лекції надається звання почесного професора НаУКМА.
Однією з традицій старої академії був вертеп, який за деякими припущеннями вперше виник в академії. Сучасні студенти НаУКМА також влаштовують вертепи. Із старою академію пов'язує сучасний університет і специфічна назва студентів академії — спудеї.
Стара Києво-Могилянська академія слугувала у свій час моделлю для створення низки колегіумів як в Україні (Переяславський колегіум, Харківський колегіум та Чернігівський колегіум), так і за її межами (Василіанська академія). Сучасний університет НаУКМА також був причетний до створення ряду навчальних закладів з багатою історичною традицією таких як Національний університет «Острозька академія» та Кременецька обласна гуманітарно-педагогічна академія імені Тараса Шевченка. З НаУКМА теж асоційована низка середніх шкіл названих колегіумами, що намагаються наблизити рівень освіти абітурієнтів до вимог вступу до НаУКМА.
В НаУКМА проводиться студентський проєкт «Славетні могилянці», у якому голосуванням визначаються видатні особистості старої та відродженої академії.

## Міжнародні зв'язки
НаУКМА має численних партнерів серед іноземних університетів. Серед спільних ініціатив є впровадження німецькомовної магістерської програми з європейських та німецьких студій разом з Єнським університетом (Німеччина). В травні 2004 р. за сприяння НаУКМА було відкрито колегіум у Тбілісі, де викладання провадиться українською та грузинською мовами. Києво-Могилянська академія є також співзасновницею Європейського Колеґіуму Польських і Українських Університетів у Любліні. Між Центром європейських, російських та євразійських студій Торонтського університету, Аллеґенійським коледжем та НаУКМА працює програма обміну студентами. Крім того, НаУКМА виступив співзасновником ряду міжнародних освітянських організацій — CIVITAS International, Artes Liberales, Мережі університетів країн Чорноморського регіону, Консорціуму університетів Центрально-Східної Європи, Мережі європейських університетів післядипломної освіти, Міжнародної асоціації президентів університетів. В НаУКМА щорічно проводиться літня школа з українознавства розрахована на іноземних студентів.
На території університету діє кілька міжнародних культурних інституцій: Британська рада, Інститут Гете та Американська бібліотека. В НаУКМА діє Відділ міжнародного співробітництва, який надає студентам та викладачам інформацію про можливості навчання та стажування за кордоном та допомагає міжнародним студентам університету. Зокрема НаУКМА бере участь у європейській програмі обміну студентами Erasmus Mundus.
В університеті часто відбуваються публічні лекції відомих світових та українських політиків та культурних діячів. Серед гостей НаУКМА були Яап де Хооп Схеффер, Алехандро Толедо, Девід Кілґур та Жан Кретьєн.

## Рейтинги та репутація
Масштабний дослідницький центр QS Quacquarelli Symonds оприлюднив щорічний рейтинг найкращих університетів Європи, Середньої Азії та країн, що розвиваються, на 2022 рік. До списку потрапив й Національний університет Києво-Могилянська академія який зайняв 131 місце.
2011 року НаУКМА був другим за популярністю університетом, до якого подавали документи абітурієнти з рейтингом ЗНО понад 200 балів. 2010 року НаУКМА посів першу позицію за рейтингом ЗНО абітурієнтів.
Із 2009 до 2014 року університет мав статус дослідницького та автономного. 2009 р. згідно з моніторингом наукових установ і вищих навчальних закладів відповідно до рівня міжнародного цитування НаУКМА поточно посіла 36 місце серед вищих навчальних закладів України.
НаУКМА увійшов до п'ятірки найкращих вищих навчальних закладів III та IV рівнів акредитації згідно з рейтингом «Софія Київська».
НаУКМА, як і жоден інший університет України, не входить до числа провідних університетів світу згідно з найвідомішими академічними рейтингами, такими як Академічний рейтинг університетів світу, THES — QS World University Rankings та Вебометричний рейтинг університетів світу.
Згідно з рейтингами провідних університетів світу, НаУКМА посідав 15 304-е місце у світі (Webometrics, 2012 р.) або 8 447-е місце в світі (4 International Colleges & Universities, 2012 р.).
Викладачка кафедри політології Наталя Амельченко була відзначена журналом «Фокус» як одна з десяти найкращих університетських викладачів України.

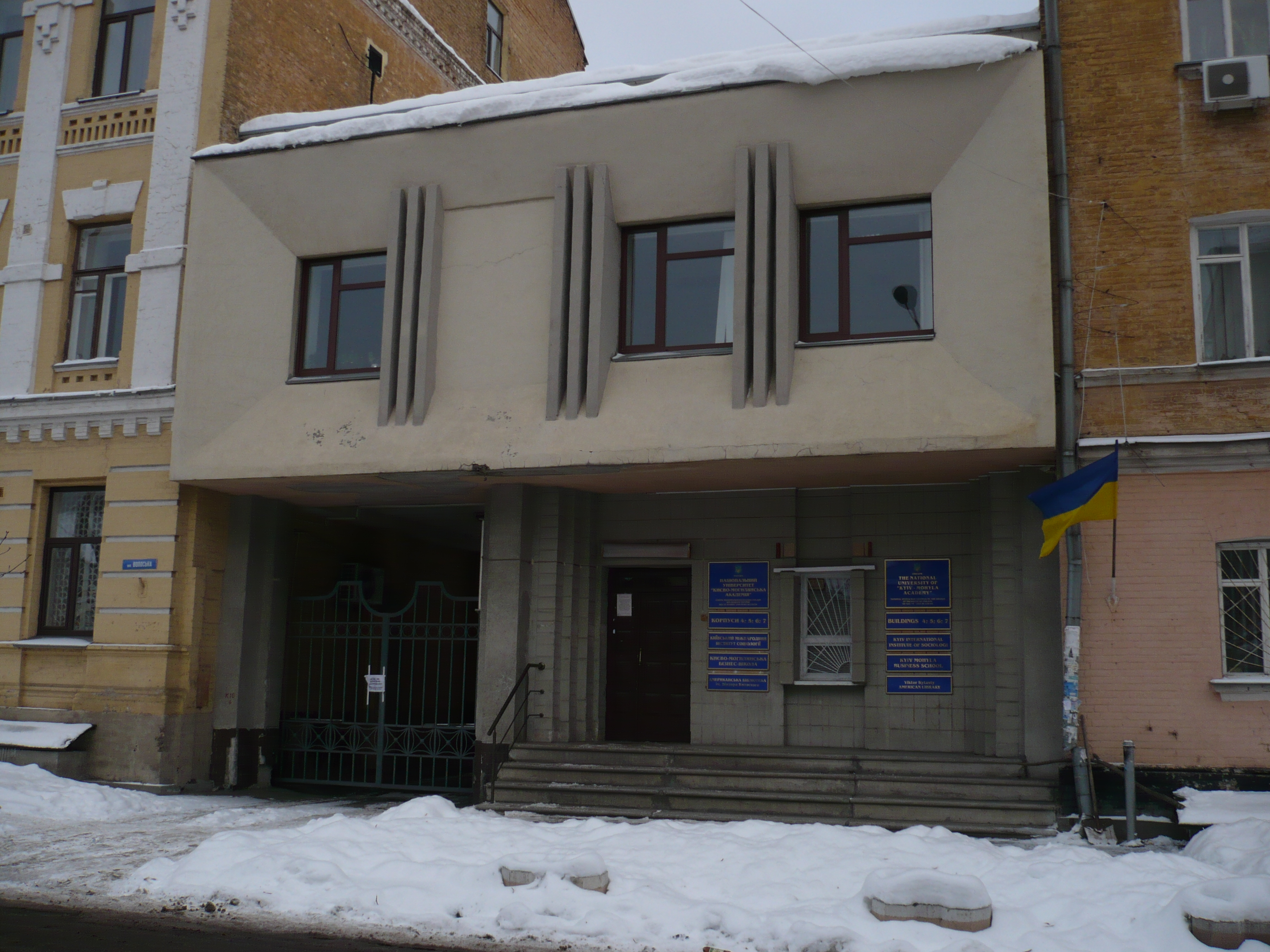
Києво-Могилянська Бізнес-Школа тричі визнавалася найкращою бізнес-школою в Україні, згідно з рейтингом, укладеним журналом «Деловой»

Місце НаУКМА в рейтингах університетів України:
| Рейтинг                                 | 2005 | 2006 | 2007 | 2008 | 2009 | 2010 | 2011 | 2012 | 2013 |
| --------------------------------------- | ---- | ---- | ---- | ---- | ---- | ---- | ---- | ---- | ---- |
| Компас                                  | -    | -    | 2    | 2    | 2    | 4    | 4    | 3    | 4    |
| Дзеркало тижня/ЮНЕСКО                   | -    | -    | -    | 3    | 9    | 8    | 5    | 4    | 4    |
| Деньги                                  | -    | -    | 2    | 2    | 2    | 2    | -    | -    | -    |
| Кореспондент.net                        | 3    | -    | 2    | 3    | -    | 2    | -    | 2    | 2    |
| Комментарии:                            | -    | -    | -    | -    | -    | 2    | -    | -    | -    |
| Студентська рада Києва                  | -    | -    | -    | -    | 3    | -    | -    | -    | -    |
| Консолідований рейтинг вузів України    | -    | -    | -    | -    | -    | -    | 3    | -    | -    |
| Webometrics                             | -    | -    | -    | -    | 9    | 2    | 7    | 30   | -    |
| 4 International Colleges & Universities | -    | -    | -    | -    | -    | 9    | 16   | 7    | 92   |
| EduRoute                                | -    | -    | -    | -    | -    | -    | >20  | -    | -    |

### Рейтинги за фаховими напрямками
За результатами опитування «Лучшие в маркетинге — 2009» НаУКМА посів перше місце в Україні.
Згідно з рейтингом Київського Економічного Інституту (2011 р.) НаУКМА посідає шосте місце в Україні за підготовкою спеціалістів з економіки.
Києво-Могилянська Бізнес-Школа тричі визнавалася найкращою бізнес-школою в Україні, згідно з рейтингом, укладеним журналом «Деловой». 2011 року Києво-Могилянська Бізнес Школа виграла в номінації «Best MBA» від «Kyiv Post».
Магістерська програма з європейських та німецьких студій разом з Єнським університетом була відзначена журналом «Фокус» як одна з найкращих міжнародних університетських програм України.
| Рейтинг          | 2008 | 2009 | 2010 | 2011 | 2012 | 2013 |
| ---------------- | ---- | ---- | ---- | ---- | ---- | ---- |
| Компас           | 1    | 3    | 2    | 3    | 3    | 4    |
| Деньги           | -    | -    | 2    | 3    | 1    | 2    |
| Кореспондент.net | -    | -    | -    | -    | -    | 3    |

| Рейтинг          | 2008 | 2009 | 2010 | 2011 | 2012 | 2013 |
| ---------------- | ---- | ---- | ---- | ---- | ---- | ---- |
| Деньги           | -    | -    | 1    | 1    | 1    | 1    |
| Кореспондент.net | -    | -    | -    | -    | -    | 2    |

| Рейтинг          | 2008 | 2009 | 2010 | 2011 | 2012 | 2013 |
| ---------------- | ---- | ---- | ---- | ---- | ---- | ---- |
| Кореспондент.net | -    | -    | -    | -    | -    | 1    |

| Рейтинг          | 2008 | 2009 | 2010 | 2011 | 2012 | 2013 |
| ---------------- | ---- | ---- | ---- | ---- | ---- | ---- |
| Компас           | 3    | 3    | 3    | 3    | 3    | 3    |
| Деньги           | -    | -    | 3    | 3    | 2    | 3    |
| Кореспондент.net | -    | -    | -    | -    | -    | 3    |

| Рейтинг | 2008 | 2009 | 2010 | 2011 | 2012 | 2013 |
| ------- | ---- | ---- | ---- | ---- | ---- | ---- |
| Компас  | 4    | 5    | 5    | 6    | 5    | 6    |

## Громадянська позиція

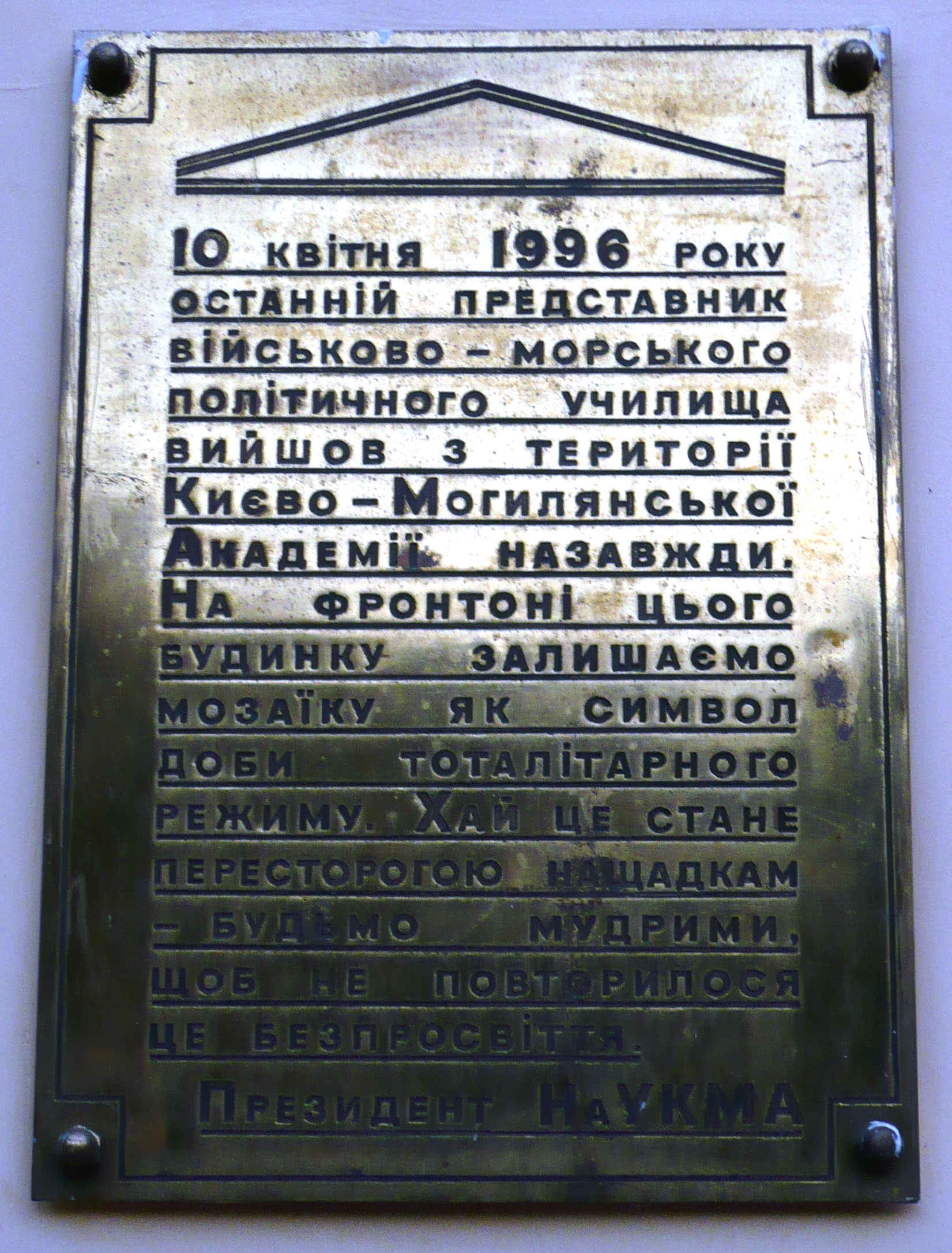
Табличка про залишення радянської мозаїки на згадку про тоталітарне минуле

З часу свого заснування 1991 року НаУКМА позиціонує себе як проукраїнський, національно та політично свідомий вищий навчальний заклад. Це виявляється у численних акціях та заявах керівництва університету. Крім того, Видавничий дім «Києво-Могилянська Академія», що діє при НаУКМА публікує дослідження та документи, що стосуються української історичної пам'яті. Зокрема у серії «Більше не таємно» вийшли раніше не публіковані документи, що висвітлюють такі питання як Голодомор, УПА, радянські органи державної безпеки та історію козацтва.
Під час Помаранчевої революції 2004 року НаУКМА був першим українським університетом, який разом із своїм керівництвом відкрито виступив проти фальсифікацій підрахунку голосів. Під час цих подій Леоніда Кравчука було позбавлено звання почесного доктора НаУКМА «за дискредитацію ним цього звання».
16 березня 2010 року Президент НаУКМА Сергій Квіт звернувся до освітянської громадськості із закликом «висловитися публічно проти Дмитра Табачника — особи, неприйнятної на такій важливій та відповідальній посаді, як міністр освіти і науки України». У вересні 2010 року Вчена рада НаУКМА висловилася проти нового законопроєкту «Про мови в Україні».
У грудні 2010 року Президент НаУКМА Сергій Квіт звернувся з відкритим листом до Президента, Голови Верховної Ради та Прем'єр-міністра України проти проєкту реформи системи освіти України, спрямованої на обмеження університетської автономії.
В кінці серпня 2011 року НаУКМА подала до суду на Міністерство освіти і науки України у зв'язку з «несправедливим розподілом місць державного замовлення на 2011/2012 навчальний рік, що має дискримінаційний характер та завдає шкоди інтересам держави». У серпні 2011 року також було опубліковано так званий «лист десятьох» — лист української інтелігенції на підтримку політики тодішнього Президента України Віктора Януковича, одним із десятьох підписантів якого був тодішній президент НаУКМА Сергій Квіт.
4 лютого 2022 року, біля будівлі Кабінету Міністрів України в м. Києві на протест вийшли студенти Національного університету «Києво-Могилянська академія», які вимагали відставки керівника Міністерства освіти і науки України Сергія Шкарлета після ситуації з виборами президента НаУКМА. Студенти заявляли, що страйкуватимуть до виконання їхньої вимоги.

## Відомі особистості
Відроджена Києво-Могилянська академія виховує спеціалістів, які працюють в провідних державних та приватних компаніях та установах. Серед відомих сучасних випускників НаУКМА журналісти Андрій Шевченко, Євген Глібовицький, прес-секретар президента Віктора Ющенка Ірина Ванникова, письменники Неда Неждана, Андрій Бондар, Марина Соколян, Світлана Матвієнко, Богдана Матіяш, Дзвінка Матіяш, Любов Якимчук, Артем Чапай, Ольга Купріян, народні депутати Тетяна Острікова, Борислав Розенблат, Олексій Скрипник, Остап Семерак, Олександр Аронець, Сергій Лабазюк та Ростислав Павленко, міністри Геннадій Зубко, Олексій Павленко, Зоряна Скалецька та президент НаУКМА Сергій Квіт, віце-спікер Верховної Ради VIII скликання Оксана Сироїд. Випускник 1996 року Ігор Когут є керівником Лабораторії законодавчих ініціатив. Випускниця 1999 року Оксана Маркарова була президентом Інвестиційної групи ITT, а зараз є амбасадоркою України в США. Випускник 1996 року Дмитро Тарабакін став директором компанії Dragon Capital. Випускник Києво-Могилянської бізнес-школи Валерій Пекар є директором компанії «Євроіндекс».
За час відродження як сучасного університету тут викладали багато провідних науковців України таких як філософи Вілен Горський, Мирослав Попович та Сергій Кримський, історик філософії Марина Ткачук, історики Михайло Брайчевський, Наталя Яковенко та Олексій Толочко, літературознавці Соломія Павличко, Тамара Гундорова та Віра Агеєва, мовознавець Лариса Масенко. Деканом-організатором Департаменту журналістики був Данило Яневський. В університеті викладали народні депутати Григорій Немиря, Микола Томенко та Артур Білоус.
У НаУКМА викладав відомий американський дослідник Голодомору Джеймс Мейс. З лекціями приїздили західні українознавці такі як Григорій Грабович, Олександра Гнатюк та Андреас Умланд.

## Згадки в літературі та культурі

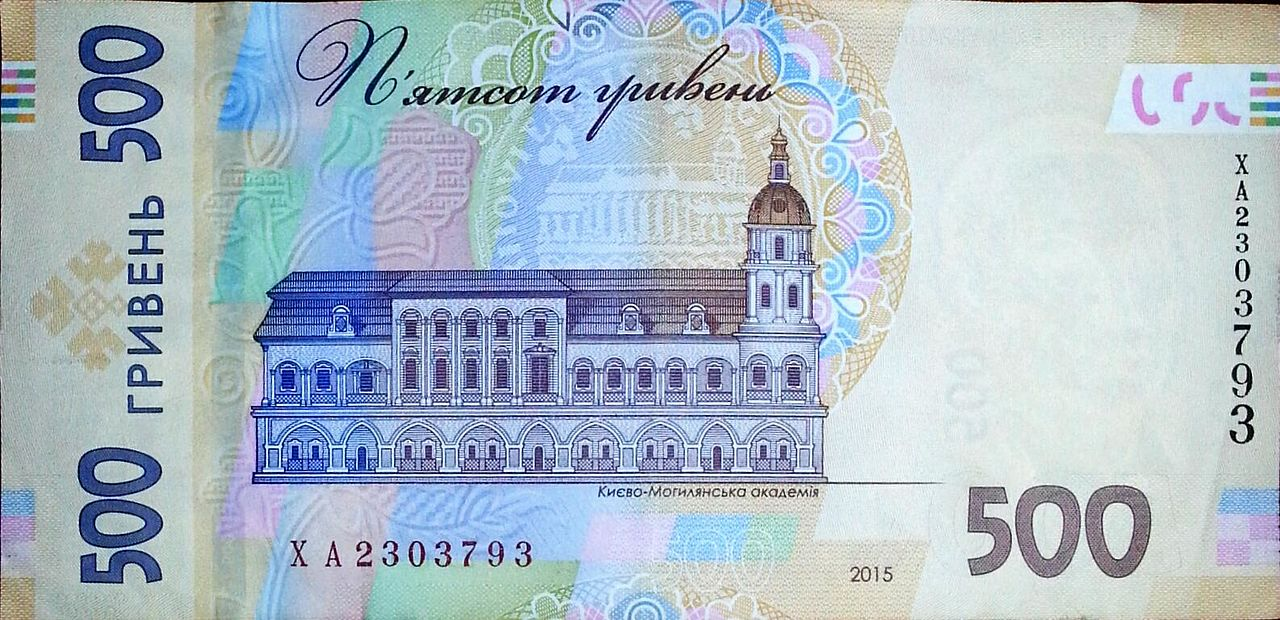
Староакадемічний корпус НаУКМА на банкноті 500 гривень

Стара Києво-Могилянська академія згадується у низці літературних творів. Персонажі повісті Миколи Гоголя «Тарас Бульба» Остап і Андрій Бульби були випускниками Києво-Могилянської академії. Києво-Могилянський колегіум згадується в романах Павла Загребельного «Південний комфорт» і «Я, Богдан». Київська Богословська Академія згадується в нарисах «Печерські антики» Миколи Лєскова, а також у романі «Хмари» Івана Нечуя-Левицького.
Студентське життя в сучасній Києво-Могилянській академії описано в романі «Старшокласниця. Першокурсниця» Анастасії Левкової. Аспірант Києво-Могилянської академії є головним персонажем роману Данила Григорчука «Міф і божевілля», в якому описані події Євромайдану. Книгу для дітей «Таємниця Могилянки і зниклий ключ» написала випускниця НаУКМА Юлія Стахівська.
У 1992 році була випущена поштова марка, присвячена Києво-Могилянській академії та її відродженню. 2003 року режисер Олександр Денисенко відзняв документальний фільм про історію Києво-Могилянській академії під назвою «Academia sempiterna».
На банкноті у 500 гривень зображено Староакадемічний корпус НаУКМА. Цей корпус НаУКМА зображений також на логотипах Українського наукового інституту Гарвардського університету та Інституту української археографії та джерелознавства ім. М. С. Грушевського НАН України.